# Làmpada d'halur metàl·lic

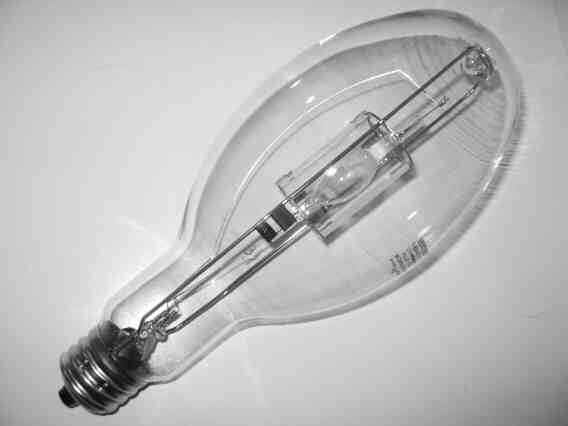
Làmpada d'halur metàl·lic.

Els llums d'halur metàl·lic, d'additius metàl·lics, d'halogenurs metàl·lics, de mercuri halogenat o METALARC, són làmpades de descàrrega d'alta pressió, del grup de les làmpades anomenades HID (Hight Intensity Discharge). Són generalment d'alta potència i amb una bona reproducció de colors, a més de la llum ultraviolada. Van ser creades en els anys 1960 per a ús industrial, però actualment s'usen tant a la indústria com a la llar.

## Usos

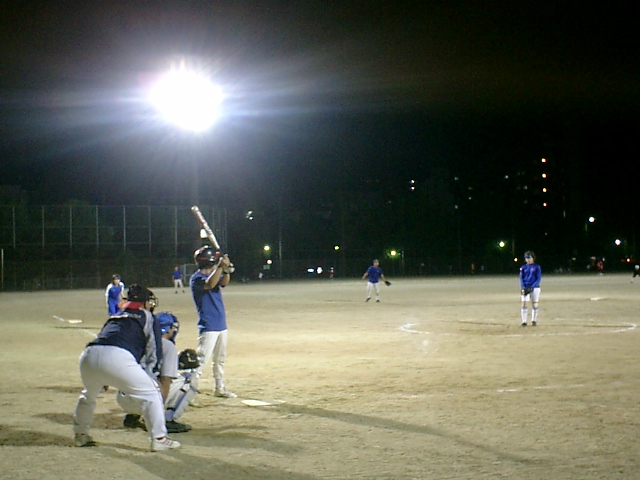
Il·luminació en un esdeveniment esportiu

El seu ús pot ser tant industrial com domèstic. Se solen utilitzar en estacions de combustible, places, enllumenat públic i en la il·luminació d'aquaris. Pel seu ampli espectre de colors, solen usar-se en llocs on cal una bona reproducció de colors, com estacions de televisió i camps esportius.

## Funcionament
Com altres làmpades de descàrrega de gas elèctrica, com per exemple les làmpades de vapor de mercuri (molt similars a la d'halur metàl·lic), la llum es genera passant un arc elèctric a través d'una barreja de gasos. En un llum d'halur metàl·lic, el tub compacte on es forma l'arc conté una barreja d'argó, mercuri i una varietat d'halurs metàl·lics. Les mescles d'halurs metàl·lics afecten la naturalesa de la llum produïda, variant correlacionadament la temperatura del color i la seva intensitat (per exemple, que la llum produïda sigui blava o vermella). El gas argó s'ionitza fàcilment, i faculta el pas de l'arc voltaic polsant a través de dos elèctrodes, quan se li aplica un cert voltatge a la llum. La calor generada per l'arc elèctric vaporitza el mercuri i els halurs metàl·lics, produint llum a mesura que la temperatura i la pressió augmenten. Com les altres làmpades de descàrrega elèctrica, els llums d'halur metàl·lic requereixen un equip auxiliar per a proporcionar el voltatge apropiat per començar l'encesa i regular el flux d'electricitat per mantenir la llum encesa.

## Components
Tenen una base metàl·lica (de vegades una a cada extrem), que permet la connexió elèctrica. El llum és recobert amb un vidre protector extern (anomenat bulb) que protegeix els components interns de la llum (de vegades també és dotat d'un filtre de radiació ultraviolada, provocada pel vapor de mercuri. Dins de la coberta de vidre es troben una sèrie de suports i filferros de plom que sostenen el tub de quars fos (on es forma l'arc voltaic i la llum), i alhora aquest s'encaixa en els elèctrodes de tungstè. Dins del tub de quars fos, a més del mercuri, trobem iodurs i bromurs de diferents metalls i un gas noble. La composició dels metalls usats defineix el color i la temperatura de la llum produïda per la llum.
Altres tipus tenen el tub on es forma l'arc d'alúmina en lloc de quars fos, com les làmpades de vapor de sodi. Aquests tipus s'anomenen halur metàl·lic de ceràmica o CMH (de l'anglès  Ceramic Metal Halide )
Alguns llums són recoberts internament amb fòsfor, per difondre la llum.

## Balasts

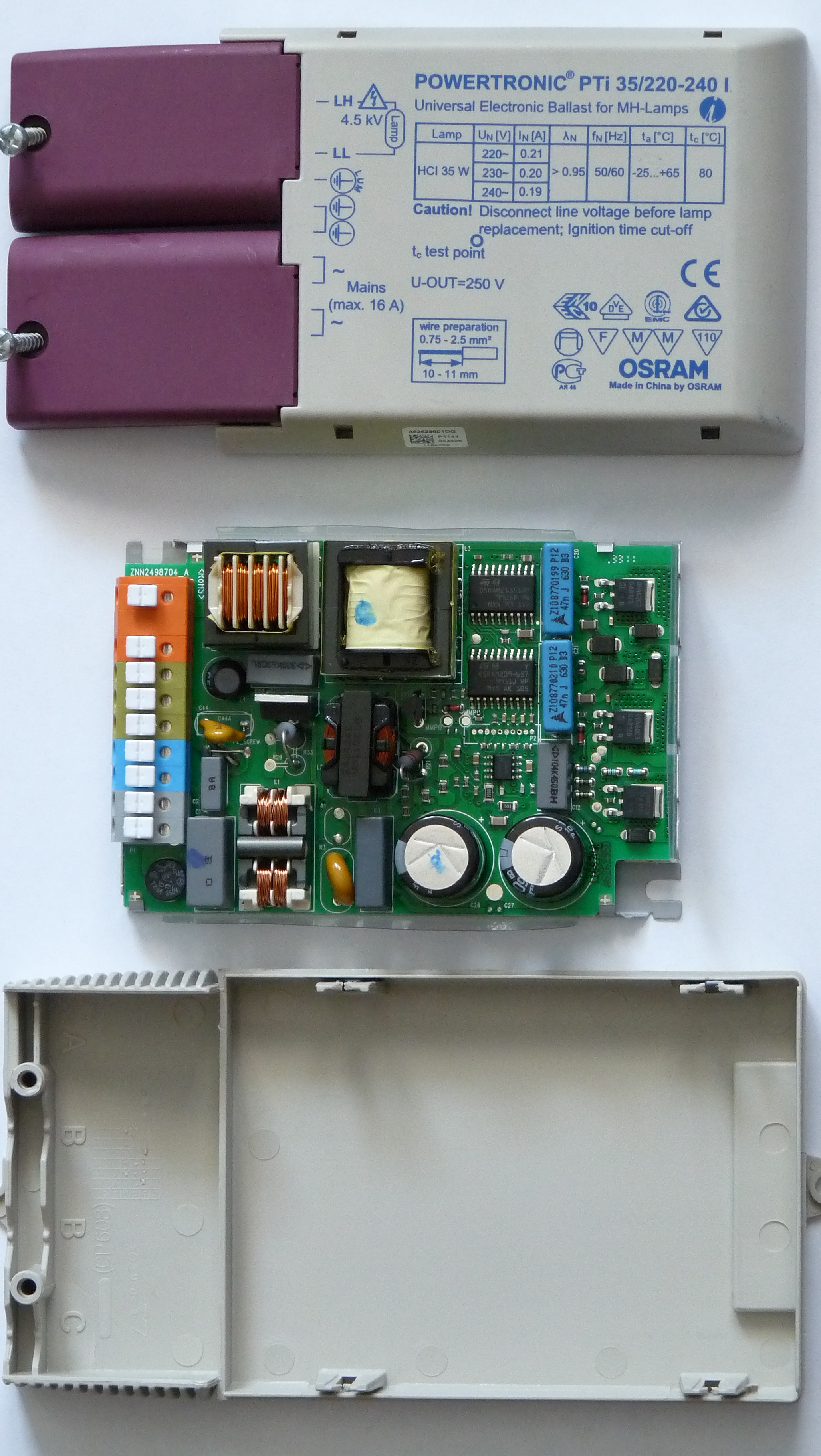
Un balast electrònic per làmpades d'halur metàl·lic

Els llums d'halur metàl·lic requereixen balasts per regular el flux continu de l'arc i proporcionar el voltatge apropiat a la llum. Alguns llums grans contenen un elèctrode especial d'encesa per generar l'arc quan la llum és encesa, generant un parpelleig lleu al moment d'engegar-lo. Els llums més petits no requereixen un elèctrode d'encesa, i en lloc d'aquest utilitzen un circuit especial d'encesa que es troba dins del balast, generant un pols d'alt voltatge entre els elèctrodes de funcionament.
En el cas dels balasts electrònics, alguns es troben disponibles per a les làmpades d'halur metàl·lic. L'avantatge d'aquests balasts és un control més precís i exacte de la potència, proporcionant un color més consistent i una vida més llarga de la llum. En alguns casos es diu que els balasts electrònics incrementen l'eficiència de la llum, reduint-ne el consum elèctric, tot i que hi ha excepcions com per exemple les làmpades d'alta freqüència (High Output) o molt alta freqüència (Very High Output) on el rendiment no augmenta amb l'ús de balasts electrònics.
El temps de vida d'aquestes làmpades va des de les 5.000 a les 20.000 hores.